# Paris La Défense Arena

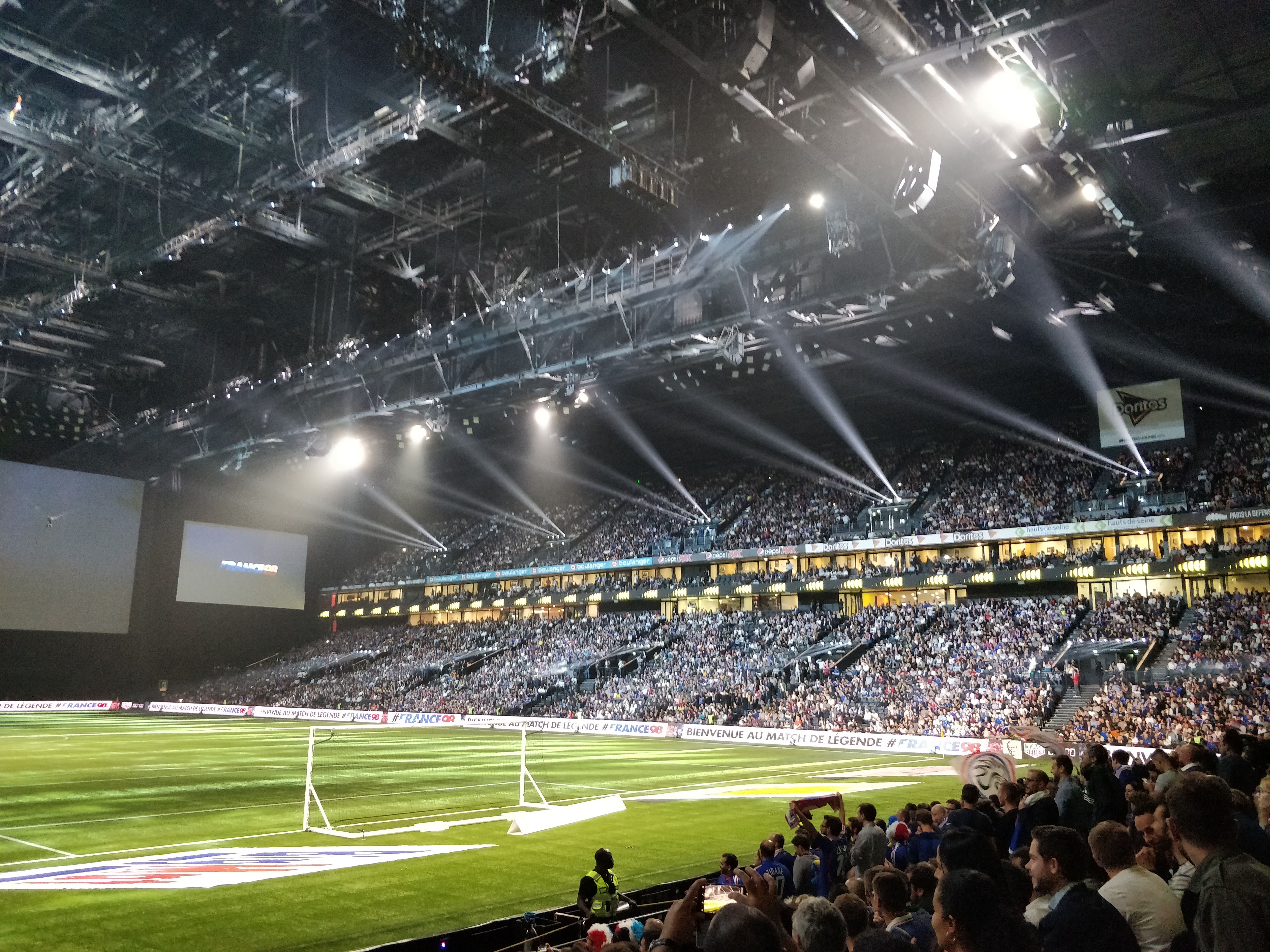
Wnętrze stadionu podczas meczu

Paris La Défense Arena (PLDA) (w latach 2016–2018 U-Arena) – stadion w Nanterre. Otwarty w październiku 2017 roku, jest używany przez klub rugby Racing 92 i zastąpił Stade départemental Yves-du-Manoir jako ich stadion domowy. Prawa do nazwy posiada Paris La Défense, spółka zarządzająca pobliską dzielnicą biznesową La Défense. Jest to jeden z dwóch wielofunkcyjnych stadionów kopułowych w Europie (wraz z Telenor Arena) oraz największym zadaszonym stadionem na kontynencie.
PLDA oferuje dwie osobne konfiguracje. W konfiguracji do rugby oraz piłki nożnej może pomieścić do 32 000 osób, a podczas koncertów – 40 000 osób.

## Historia
Paris La Défense Arena miała oryginalnie być otwarta w 2014 roku, jednak data otwarcia została przełożona z powodu lokalnych protestów. Nazwa robocza stadionu została zmieniona z „Arena92” na „U Arena”;  nawiązując do konfiguracji głównych trybun i kształtu konstrukcji, patrząc z lotu ptaka, w listopadzie 2016, oraz w 2018 na Paris La Défense Arena z powodu zawiązania umowy z Paris La Défense.
Stadion pierwotnie miał mieć składany dach, ale ostatecznie został zbudowany ze stałym zadaszeniem.
Podczas Letnich Igrzysk Olimpijskich 2024 w obiekcie zostanie zbudowany basen, na którym rozgrywane będą konkurencje pływackie oraz finały piłki wodnej.

## Artyści występujący na stadionie
W PLDA wystąpiło wiele międzynarodowych gwiazd, takich jak: Celine Dion, Iron Maiden, Kendrick Lamar, P!nk, Mylène Farmer, N.E.R.D, Paul McCartney, Rolling Stones, Roger Waters, Rammstein oraz wiele innych.